# (34112) 2000 PC25
2000 بي سي 25 (ويعرف أيضًا باسم (34112) 2000 بي سي 25 وفق تسمية الكوكب الصغير) (بالإنجليزية: 2000 PC25)‏ هو كويكب ضمن حزام الكويكبات؛ وترتيبه 34112 من حيث الاكتشاف.
اكتُشف هذا الجُرم الفلكي بواسطة بحث لنكولن عن الكويكبات القريبة من الأرض في 3 أغسطس 2000.

## وصلات خارجية
- (34112) 2000 PC25 في قاعدة بيانات مختبر الدفع النفاث لأجرام النظام الشمسي الصغيرة

- الاكتشاف · مخطط المدار ·  العناصر المدارية · المعلمات المادية

- (34112) 2000 PC25 على موقع ويكي سكاي: DSS2, SDSS, GALEX, IRAS, Hydrogen α, X-Ray, Astrophoto, Sky Map, Articles and images